# Pogana
Pogana è un comune della Romania di 3 296 abitanti, ubicato nel distretto di Vaslui, nella regione storica della Moldavia. 
Il comune è formato dall'unione di 5 villaggi: Bogești, Cîrjoani, Măscurei, Pogana, Tomești.